# مرقد (فلسفة)
تسمية الأرياف أو البدو لمستقر محدود عرف بالتوازن الطبيعي. مرگد الاسم الملخص لكل ما تهدف إليه الفلسفة الحديثة التي سميت بالإيكولوجية. مرگد من الحكم العديدة واللامتناهية للعقيدة البدوية لمقاومة الهشاشة، الاسم الإشارة لمناخ محدود قد يبدو ضيق لكنه معاش بكل المقاييس تتناغم داخله الثلاثية، الهواء، الأرض والصحة. مكان دائم التكامل والاستقرار، ثقافة عالقة وهادفة لحماية الوسط البيئي المدر للدخل الذي يؤمن استقرار العائلة والدوار. اسم يؤرخ بتلقائية للممارسة الإيكولوجية عند البدو و يؤجج لحكمة إدماج التعلق بالمركد في المعاملات اليومية عند الإنسان بالتعقل والتبصر دون قيد أو شرط، فقط هو الإيمان والصراحة وبتركيبة لغوية بسيطة، الضمانة الكافية التي لا تقهر لتخليده أبد الدهر، في الوقت الذي ظلت الإيكولوجية المتعددة التركيبة التي صنعها الإنسان المتحضر تعاني كل أنواع التعثر والغبنة في انتظار عمومية تقبل الطرح والهدف.